# Jonathan Williams (football)
Pour les articles homonymes, voir Jonathan Williams.
Jonathan Peter Williams, né le 9 octobre 1993 à Pembury (Angleterre), est un footballeur international gallois qui évolue au poste de milieu de terrain au Gillingham FC.

## Biographie

### En club
Il fait ses débuts pour Crystal Palace le 16 août 2011 dans un match contre Coventry City.
Le 29 septembre 2014, il est prêté à Ipswich Town. Il est prêté de nouveau au club de Portman Road le 26 mars 2015.
Le 10 septembre 2015, il est prêté à Nottingham Forest.
Le 22 janvier 2016, il est prêté au MK Dons.
Le 31 août 2016, il est prêté à Ipswich Town.
Le 4 janvier 2019, il quitte Crystal Palace et s'engage pour six mois avec le Charlton Athletic, qui évolue alors en D3 anglaise.
Le 1er février 2021, il est prêté à Cardiff City.
Le 13 août 2021, il rejoint Swindon Town.
Le 14 juin 2023, il rejoint Gillingham.

### En équipe nationale
Il fait ses débuts pour l'équipe du Pays de Galles le 22 mars 2013 dans un match contre l'Écosse.
Le 9 novembre 2022, il est sélectionné par Rob Page pour participer à la Coupe du monde 2022.